# عبد الله عبد الكريم فارس
عبد الله عبد الكريم فارس (1963 -) هو مخترع، ومصمم هندسي وفني وصحفي وتقني يمني.

## حياته ونشأته
هو من مواليد اليمن عام 1963م، خريج جامعة نيويورك الولايات المتحدة الأمريكية عام 1985م.

## مسيرته
من أهم أعماله مجموعة الخطوط العربية، كما قام باختراع محرك البحث الصوتي متعدد اللغات، والذي فتح آفاق جديدة في عالم تشفير الحروف.
- مؤسسي العلامات التجارية التالية:[بحاجة لمصدر]
- Edison-GE
- OLA
- Geodish
- Gilttea